# Norman Podhoretz
Norman Podhoretz (Brownsville, 1930. január 16.) amerikai politikai publicista.

## Életpályája
Pulitzer-Ösztöndíjjal végezte el a Columbia Egyetemet, ahol 1950-ben diplomázott angol irodalomból. Ugyanebben az évben héber diplomáját is megkapta az Amerikai Zsidó Teológiai Szemináriumon. A Kellet- és a Fulbright-ösztöndíjak segítségével 1953-ban kitüntetéssel diplomázott angol irodalomból a Cambridge Egyetemen is. 1953 és 1955 az Egyesült Államok hadseregében szolgált a katonai hírszerzésnél.  
Az 1950-es években az Enquiry és a Commentary című folyóiratok munkatársa volt. 1960-tól kezdve évtizedeken keresztül a Commentary főszerkesztője; ezalatt a folyóirat az Amerikai Egyesült Államok vezető neokonzervatív szellemi műhelyévé vált. 1981 és 1987 között az Egyesült Államok Információs Hivatalának tanácsadója, 1995 és 2003 között pedig a Hudson Institute tudományos munkatársa.   
1997-ben a Project for a New American Century intézet alapítóinak egyike. 2000 októberében Magyarországon előadást a XXI. Század Intézet által szervezett Tíz éve szabadon (Ten Years Freedom) című nagyszabású nemzetközi konferencián. 2008-ban Rudy Guiliani republikánus elnökjelölt külpolitikai tanácsadója volt. Norman Podhoretz a Közép- és Kelet-európai Történelem és Társadalom Kutatásáért Közalapítvány Nemzetközi Tanácsadó Testületének tagja.  

## Díjai, elismerései
- 2004-ben George W. Bush elnök Szabadság-emlékéremmel tüntette ki.
- 2007-ben az izraeli Bar-Ilan Egyetem Sion Védelmezője Díjjal tüntette ki.

## Írásai
Számos cikk és könyv szerzője. A 2000-ben kiadott Szerelmi viszonyom Amerikával (My Love Affair with America) című önéletrajzi művében a neokonzervativizmus történetét is feldolgozza. Legutóbbi könyve 2009-ben jelent meg, Miért liberálisok a zsidók? (Why Jews are Liberals?) címmel. Az amerikai Commentary folyóiratban publikált Jelenlévő veszély című írása a Szabadság/Harcosok – hidegháborús írások című kötetben jelent meg 2015 tavaszán.